# ハーヘンブルク
ハーヘンブルク (独: Hachenburg)はドイツ連邦共和国 ラインラント＝プファルツ州ヴェスターヴァルト郡にある市。

## 地理
コブレンツとジーゲンの間にあり、ニスター川沿いバート・マリーエンベルクから西に約10kmに位置する。
ハーヘンブルク連合自治体 (独: Verbandsgemeinde Hachenburg) の行政庁所在地である。